# Едуард Бас
Едуард Шмидт (на чешки: Eduard Schmidt) е чешки писател, актьор, журналист, певец и автор на песни. Пише под псевдонима Едуард Бас (на чешки: Eduard Bass).

## Биография и творчество
Едуард Шмидт е роден на 1 януари 1888 г. в Мала Страна, Прага, Австро-Унгария. Временно учи в Пражката политехника, а после във Федералната политехника в Цюрих. В периода 1905-1906 работи в Мюнхен като представител на бизнеса на баща си и там се запознава с изкуството на кабарето. От 1907 г. е рецитатор и певец в кабаре „Белият лебед“ в Прага. Заради басовия си вокал приема псевдонима Едуард Бас.
Съосновател е на литературното кабаре „Червените седем“ в периода 1913-1920 г. Сътрудничи си със сатирични списания като журналист, репортер и театрален критик. Публикува кабаретни текстове. По-късно става директор на кабаре „Червените седем“ и „Рококо“. По време на Първата световна война не е мобилизиран поради здравословни проблеми и е писар в болницата в Храдчани.
През 1915 г. се жени за актрисата Таню Крикову, която после става скулптор. Тя умира през 1945 г.
В периода 1920-1941 г. работи като редактор на вестник „Лидове новини“, като в периода 1931-1938 г. е негов главен редактор. През 1941 г. напуска поради Закона за нацията и се връща в него (преименуван на „Свобода“) за кратко след войната.
Става известен с романите си „Единадесеторката на Клапзуба“ – за историята на баща, който има 11 синове, от които създава професионален, непобедим футболен отбор, и „Цирк Хумберто“ – епична сага за 3 поколения, свързани с цирка и неговите много различни сфери на живот и отношения.
Едуард Шмидт умира на 2 октомври 1946 г. в Прага, Чехословакия.

## Произведения
- Pegas k drožce připřažený (1916)
- Jak se dělá kabaret? (1917)
- Náhrdelník: Detektivní komedie o jednom aktu (1917)
- Fanynka a jiné humoresky (1917)
- Letáky, 1917–19 (1920)
- Letohrádek Jeho Milosti a 20 jiných humoresek z vojny vojenské a občanské (1921) – сборник
- Případ čísla 128 a jiné historky (1921) – сборник
- Klapzubova jedenáctka (1922)
Ритнитопковци, изд. „Народна култура“, София (1949), прев. Росица Бонева
Единадесеторката на Клапзуба: Разказ за малки и големи момчета, изд. „Медицина и физкултура“, София (1966, 1975), прев. Невена Захариева
- Potulky pražského reportéra (1929)
- Šest děvčat Williamsonových a jiné historky (1930)
- To Arbes nenapsal, Vrchlický nebásnil (1930)
- Umělci, mecenáši a jiná čeládka (1930)
- Holandský deníček (1930)
- Divoký život Alexandra Staviského (1934)
- Čtení o roce osmačtyřicátém – (1940)
- Potulky starou Prahou (1921-1941)
- Cirkus Humberto (1941)
Цирк Хумберто, изд. „Народна култура“, София (1971), прев. Катя Витанова
- Lidé z maringotek (1942) – сборник с разкази за цирка
Ние от цирка: Разкази от една нощ, изд. „Херон прес“, София (2004), прев. Петя Бъчварова
- Pod kohoutkem svatovítským (1942) – сборник с разкази
- Kázáníčka (1946)

### Екранизации
- Klapzubova jedenáctka (1938)
- Lidé z maringotek (1966)
- Klapzubova jedenáctka (1968) – чешки ТВ сериал
- Cirkus Humberto (1988) – чешко-немски ТВ сериал